# Melanophryniscus paraguayensis
Espèce
Melanophryniscus paraguayensis est une espèce d'amphibiens de la famille des Bufonidae.

## Répartition
Cette espèce est endémique du Paraguay. Elle se rencontre dans les départements Central, de Paraguarí et de Cordillera.
Sa présence est incertaine en Argentine.

## Description
Melanophryniscus paraguayensis mesure entre 20,5 et 26,5 mm.

## Étymologie
Son nom d'espèce, composé de paraguay et du suffixe latin -ensis, « qui vit dans, qui habite », lui a été donné en référence au lieu de sa découverte.

## Publication originale
- Céspedez & Motte, 2007 : Una nueva especie de Melanophryniscus Gallardo, 1961 de Paraguay (Amphibia: Anura: Bufonidae). Facultad de Ciencias Exactas y Naturales y Agrimensura, vol. 23, p. 29-40 (texte intégral).